# Vadim (film)
Vadim (Вадим) è un film del 1910 diretto da Pёtr Čardynin.